# Hyocephalus aprugnus
Hyocephalus aprugnus är en insektsart som beskrevs av Ernst Evald Bergroth 1906. Hyocephalus aprugnus ingår i släktet Hyocephalus och familjen Hyocephalidae. Inga underarter finns listade i Catalogue of Life.